# Frailea buiningiana
Frailea buiningiana là một loài thực vật có hoa trong họ Cactaceae. Loài này được Prestlé mô tả khoa học đầu tiên năm 1997.